# San Francisco de Yojoa
San Francisco de Yojoa is een gemeente (gemeentecode 0508) in het departement Cortés in Honduras.

## Bevolking
De bevolking is als volgt verdeeld:
| Vrouwen | 11.729 | 50,8% |
| Mannen  | 11.368 | 49,2% |

## Dorpen
De gemeente bestaat uit negen dorpen (aldea), waarvan de grootste qua inwoneraantal: San Francisco de Yojoa (code 050801), Cañaveral (050802), Río Lindo (050807) en San Buenaventura (050808).